# Comuna Dranka, Tulciîn
Dranka (în ucraineană Дранка) este o comună în raionul Tulciîn, regiunea Vinnița, Ucraina, formată din satele Dranka (reședința) și Odaii.

## Demografie
Componența lingvistică a satului Dranka
     Ucraineană (99,48%)
     Alte limbi (0,52%)
Conform recensământului din 2001, majoritatea populației satului Dranka era vorbitoare de ucraineană (99,48%), existând în minoritate și vorbitori de alte limbi.